# Acrotrema lanceolatum
Acrotrema lanceolatum är en tvåhjärtbladig växtart som beskrevs av William Jackson Hooker. Acrotrema lanceolatum ingår i släktet Acrotrema och familjen Dilleniaceae. Inga underarter finns listade i Catalogue of Life.